# Bobby Wallace
Rhoderick John „Bobby“ Wallace (* 4. November 1873 in Pittsburgh, Pennsylvania; † 3. November 1960 in Torrance, Kalifornien) war ein US-amerikanischer Baseballspieler und -manager in der Major League Baseball (MLB).

## Biografie
Bobby Wallace verbrachte insgesamt 60 Jahre im professionellen Baseball. Sein erstes Spiel für die Cleveland Spiders in der National League bestritt er am 15. September 1894 als Pitcher. 1897 wechselte er auf die Position des Third Baseman, ehe er dann 1899 im Trikot der St. Louis Perfectos seine Stammposition als Shortstop übernahm. Vor allem seine Leistungen im Feldspiel waren beachtenswert. 1902 wechselte er von den Cardinals zum Stadtrivalen in der American League, den St. Louis Browns. Bei diesen spielte er bis ins Jahr 1916 mit einer Unterbrechung vom Juni 1915 bis zum August 1916, in der er als Umpire in der American League arbeitete. 1911 und 1912 war er auch der Manager der St. Louis Browns. 1917 wechselte er zurück zu den Cardinals, für die er am 2. September 1918 sein letztes Spiel bestritt. Danach arbeitete er hauptsächlich als Scout, bis er im September 1937 nochmals als Manager für die Cincinnati Reds arbeitete.
1953 wurde er durch das Veterans Committee in die Baseball Hall of Fame aufgenommen. 1960 verstarb Wallace einen Tag vor seinem 87. Geburtstag.